# Atentados de Kermán de 2024
Los atentados de Kermán de 2024 ocurrieron el 3 de enero del mismo año, durante una ceremonia conmemorativa del asesinato de Qasem Soleimani en Kermán, capital de la provincia homónima de Irán. El incidente provocó la pérdida de más de 100 vidas y cerca de 210 resultaron heridas. Al día siguiente de los hechos, el Estado Islámico del Gran Jorasán asumió su autoría.

## Contexto
El 3 de enero de 2020, el General Qasem Soleimani fue asesinado en un ataque de dron en Irak por parte de Estados Unidos. Soleimani era el comandante de la Fuerza Quds del Cuerpo de la Guardia Revolucionaria Islámica (CGRI). Soleimani ocupaba una posición de influencia significativa en Irán, siendo ampliamente considerado como la segunda figura más poderosa en el país después del líder supremo, el Ayatolá Ali Khamenei. Como líder de la Fuerza Quds, el brazo de operaciones en el extranjero del CGRI, desempeñó un papel clave en la configuración de la política iraní en toda la región. Soleimani era responsable de supervisar misiones clandestinas y proporcionar orientación, financiamiento, armas, inteligencia y apoyo logístico a gobiernos aliados y grupos armados, incluidos Hamás y Hezbolá.
El ataque de 2024 se produjo en medio de un aumento de las tensiones en Oriente Medio tras la guerra entre Israel y Gaza de 2023 y sus conflictos indirectos. Un día antes de los bombardeos, un ataque israelí con aviones no tripulados en el Líbano mató al líder adjunto de Hamás, Saleh al-Arouri, mientras que una semana antes, un ataque aéreo israelí mató al general iraní Sayyed Razi Mousavi en Siria.  

## Atentados
Según informes de los medios iraníes, el ataque al cementerio de Qasem Soleimani se llevó a cabo utilizando dos bolsas bomba colocadas en la entrada. Estas bolsas fueron detonadas a distancia mediante un dispositivo de control. Irán declaró el incidente como un ataque terrorista.
La televisión estatal mostró a los rescatistas de la Media Luna Roja brindando asistencia a los heridos en la ceremonia, a la que asistieron cientos de iraníes que conmemoraban el aniversario de la muerte de Soleimani. Varias agencias de noticias iraníes informaron de un mayor número de heridos. Reza Fallah, jefe de la Media Luna Roja de la provincia de Kerman, declaró en la televisión estatal que sus equipos de respuesta rápida están evacuando a los heridos, pero enfrentan desafíos debido a las oleadas de multitudes que obstruyen las carreteras.
Al menos 94 personas murieron y otras 284 resultaron heridas, 27 de ellas de gravedad. Entre los muertos había tres paramédicos que respondieron al lugar de la primera explosión y quedaron atrapados en la segunda explosión. Varios de los heridos fueron pisoteados por el pánico que siguió a las explosiones. 

### Perpetradores
El grupo terrorista internacional yihadista Estado Islámico anunció en un comunicado la responsabilidad de los atentados.